# Анна Швиршчинска
Анна Швиршчинска (на полски: Anna Świrszczyńska) е полска поетеса, драматург и писателка на произведения в жанра лирика, драма, детска литература и исторически роман,

## Биография и творчество
Анна Швиршчинска е родена на 7 февруари 1909 г. във Варшава, Полша. Дъщеря е на художника Ян Шверчински. Възпитанието ѝ в художественото ателие на баща ѝ дава отпечатък в живота и в творческото ѝ развитие. Не успява да следва изобразително изкуство поради липса на средства. След завършване на гимназия през 1927 г. следва полска филология във Варшавския университет, като се издържа сама. Красотата и богатството на родния ѝ език (особено на старополския език), научени по време на следването, я подтикват към самостоятелни поетични опити.
През 1930 г. първото ѝ стихотворение „Сняг“ е публикувано в седмичника „Пламък“, а за истински дебют се счита стихотворението ѝ „Полудние“, публикувано през 1934 г. в седмичника Wiadomości Literackie, с което печели първа награда в Турнира на младите поети. През 1936 г. става член на Съюза на полските писатели. По това време започва да пише произведения за деца, което продължава почти през целия ѝ живот (отначало заедно с Янина Поражинска). В периода 1936 – 1939 г. работи в Синдиката на полските учители като редактор на „Малко пламъче“ (Mały Płomyczek). Публикувала е в списания за деца и младежи – „Малко пламъче“, „Пламък“ (Płomyk), и във „Варшавски куриер за деца“ (Kurier Warszawskie Dzieciom) и седмичника „Пион“ (Pion). През 1936 г. участва в стачка на учителите, протестирайки срещу спирането на дейността на Главния съвет на Съюза на полските учители, което е предприето заради прокламирането на комунизма и съветската държава в „Пламък“. Първата ѝ книга, стихосбирката „Стихове и проза“ (Wiersze i proza), е издадена чрез самиздат през 1936 г.
По време на окупацията остава във Варшава, като работи на различни места – продавачка, санитарка, сервитьорка в сладкарница или разносвачка на хляб, като не спира литературната си дейност. През 1942 г. признание (и награда) печели нейното стихотворение „Рок 1941“, а през 1943 г. тя създава едно от най-добрите си сценични произведения, драмата по антични мотиви „Орфей“. Пиесата печели втора награда в литературен конкурс, организиран от варшавския културен ъндърграунд. Тя участва активно в нелегалния културен живот на Варшава и публикува творбите си в тайно издавани списания и алманаси под псевдонима Анна Свир. По време на трагичното Варшавско въстание участва като санитарка. След въстанието се укрива известно време в Сохачев, а впоследствие през 1945 г. се премества да живее в Краков.
В Краков се връща към литературната си дейност, публикува в много списания, сътрудничи си с Полското радио, което излъчва нейни предавания и радиодрами, и пише сценарии за анимационни филми. По-голямата част от нейните текстове, предназначени за млади читатели, са полска история и полски исторически легенди, написани в стихове. През 1946 г. е издаден единственият ѝ исторически роман „Аркона, крепостта на Световит“ за борбата на славянските племена с германците. В периода 1946 – 1950 г. е литературен директор на Държавния театър на младия зрител. От 1951 г. се посвещава на писателската си кариера. През 1953 г. се омъжва за актьора Ян Адамски, с когото има дъщеря, и се развеждат през 1968 г.
Втората ѝ стихосбирка „Събрана лирика“ е публикувана през през 1958 г., 22 години след нейния дебют, като включва стихове, написани през различни години, включително тези от войната и за войната. Стиховете ѝ отразяват стремежа ѝ към пълноценен живот и са стихове както за страданието, така и за радостта. След шейсетгодишна възраст поетичното ѝ творчество постига естетически прелом в съвременната полска поезия. Стихосбирките ѝ “Аз съм жена (1972), „Строях барикада“ (1974) и „Щастлива като кучешка опашка“ (1978) са своеобразна личностна революция.
За творческата си дейност, посветена на децата и младежите, получава награда, присъдена от Министерския съвет на Полша през 1973 г. Получава Наградата на град Краков „за популяризиране на културата“ през 1976 г. и медал от Комисията за национално образование. Удостоена е с Рицарски кръст (1957) и Офицерски кръст (1975) на Ордена на Възраждане на Полша.
Анна Швиршчинска умира на 30 септември 1984 г. в Краков. Погребана в Раковицкото гробище в Краков.

## Произведения

### Поезия
- Wiersze i proza (1936)[1]
- Liryki zebrane (1958)
- Czarne słowa (1967)
- Wiatr (1970)
- Jestem baba (1972)
- Poezje wybrane (1973)
- Budowałam barykadę (1974)
- Szczęśliwa jak psi ogon (1978)
- Wybór wierszy (1980)
- Poezje (1984)
- Teatr poetycki (1984)
- Cierpienie i radość (1985)
- Kobiety, baby (1988)
- Czysta rozkosz (1992)
- Radość i cierpienie. Utwory wybrane (1993)
Щастлива като кучешка опашка : избрани стихотворения, изд. „Артлайн студиос“/ Издателство за поезия ДА (2017), прев. Лъчезар Селяшки
- Ogromniejąca perła samotności: poezja (1996)

### Пиеси и радиодрами
- Śmierć Orfeusza (1938)[1]
- Orfeusz. Sztuka w 3 aktach (1947)
- Ostrożny. Sztuka w 2 odsłonach (1946)
- Strzały na ulicy Długiej (1947) – за освобождаването на затворниците в Арсенала
- Odezwa na murze (1951) – награда на министъра на културата и изкуството в конкурса за съвременно полско изкуство през 1951 г.
- Czerwone sztandary (1952) – с Хенрик Фоглер
- Życie i śmierć (1956)
- Trzy kobiety i ja (1960)
- Miałem dwie żony (1963)
- Śmierć w Kongo (1963)
- Czarny kwadrat (1967)
- Człowiek i gwiazda (1967)
- Rozmowa z własną nogą (1967)
- Mama płaci alimenty (1967)

### Самостоятелни романи
- Arkona, gród Świętowita. Z dziejów słowiańskiej Rugii, czyli Rany (1946)[1]